# Daniel Rocher
Daniel Rocher est un écrivain français, né le 22 avril 1947 à Cherrueix, en Bretagne, et mort le 10 juin 2016 à Antony.

## Biographie
À Paris, il suit des cours de Droit, puis devient comédien et avocat. 
Il est l’auteur de romans, pièces de théâtre, contes pour enfants. Transit, son premier roman, paraît aux éditions Gallimard en 1972. Le Voyage de monsieur Raminet (2000) raconte sur un mode humoristique la folle équipée de Félix Raminet, professeur de Droit nouvellement retraité, qui entend se servir sans retenue de son tout nouveau permis de conduire.  
Il a également publié de nombreux articles sur différents sujets d'actualité, notamment dans la rubrique "Rebonds" du journal Libération.

## Œuvres
- Transit, Gallimard, 1972
- Le Chat qui voulait aller à Saint-Malo, Ouest-France, 1992
- La Trompette de Corentin, Ouest-France, 1994
- Mauvais Rêve, Jean-Paul Rocher, 2001
- Brins de zinc, Jean-Paul Rocher, 2003 ; réédition, Le Serpent à plumes, coll. « Motifs » no 276, 2006  (ISBN 978-2-268-06065-1)
- Le Voyage de Monsieur Raminet, Jean-Paul Rocher, 2000 ; réédition, Le Serpent à plumes, coll. « Motifs » no 195, 2004  (ISBN 2-84261-479-8)
  - publié en Italien en juin 2009. (Éditions Barbes, Florence)
- Le Chat qui voulait aller à Saint-Malo, Ouest-France
- L'Homme jetable, Jean-Paul Rocher, 2007
- À qui parler, Jean-Paul Rocher, 2008
- La croisette s'amuse, Jean-Paul Rocher Éditeur, 2011
- Bribes de plage, Les Editions du Net, 2013